# Piętka (część pługa)

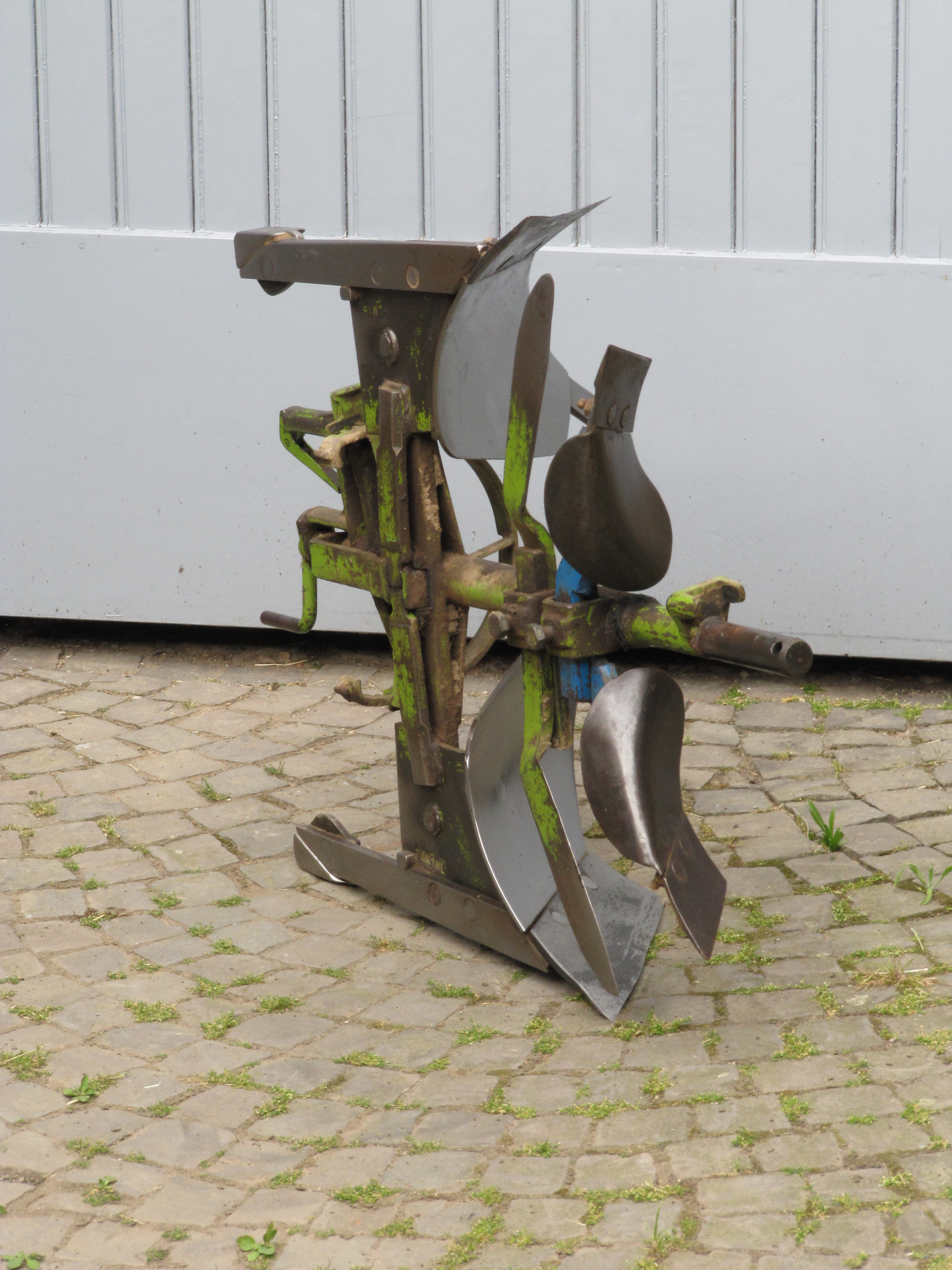
Pług jednoskibowy obracalny, na końcu płozu widoczna piętka

Piętka – w pługu element znajdujący się na końcu płozu, zabezpieczający go przed ścieraniem.
Piętka ma formę stalowej płytki. W celu zapewnienia odporności na ścieranie piętka jest utwardzana na głębokość 2–4 mm.